# راسيل جورج
راسيل جورج (بالإنجليزية: Russell George)‏ هو سياسي بريطاني، ولد في 1974 في المملكة المتحدة. حزبياً، نشط في الحزب الويلزي المحافظ. في انتخابات الجمعية الوطنية الويلزية 2016 ‏، انتخب عضو الجمعية الوطنية الويلزية الخامسة ‏ عن دائرة Montgomeryshire (Senedd constituency) ‏ وقد انضم خلال فترته النيابية ‏ (5 مايو 2016 – )  للكتلة البرلمانية الحزب الويلزي المحافظ وفي انتخابات الجمعية الوطنية الويلزية 2011 ‏، انتخب عضو الجمعية الوطنية الويلزية الرابعة ‏ عن دائرة Montgomeryshire (Senedd constituency) ‏ وقد انضم خلال فترته النيابية ‏ (5 مايو 2011 – 6 أبريل 2016)  للكتلة البرلمانية الحزب الويلزي المحافظ.